# Biblioteka Hectora Hodlera
Biblioteka Hectora Hodlera (esp. Biblioteko Hector Hodler) – jeden z największych zbiorów esperanckich na świecie, założony w 1908 roku przez Szwajcarskie Towarzystwo Esperanckie w Genewie. Do 2023 biblioteka znajdowała się w biurze Universala Esperanto-Asocio (UEA) w Rotterdamie, obecnie biblioteka jest w likwidacji, a jej księgozbiór został przekazany do Biblioteki Narodowej w Warszawie. Zbiór składa się z ok. 30 tysięcy książek oraz czasopism, manuskryptów, fotografii i płyt.

## Historia
Biblioteka została założona w 1908 jako Szwajcarska Biblioteka Esperancka (esp. Svisa Esperanto-Biblioteko) i kupiona w 1912 roku przez Hectora Hodlera, który zapisał ją w testamencie Universala Esperanto-Asocio. W 1920 roku po śmierci Hodlera biblioteka stała się własnością UEA.
W latach 1960–1962 biblioteka została przeniesiona do Rotterdamu. W 2006 zbiór został przeniesiony do nowego, świeżo wyremontowanego pomieszczenia, specjalnie przystosowanego do przechowywania zbiorów bibliotecznych. Ze zbiorów biblioteki można było skorzystać wyłącznie na miejscu. W 2023 księgozbiór został przekazany jako darowizna do Biblioteki Narodowej w Warszawie.